# Света Фумија (острво)
Света Фумија је мало ненасељено острвце у хрватском делу Јадранског мора у акваторији општине Округ.
Света Фумија је највеће и повремено насељено од 3 острвца у тој акваторији где припадају Пијавица и Краљевац. Налази јужно од западне обале острва Чиова, од које је удаљено ојко 0,5 км. Западно се налазе острва Краљевац и Запориновац. 
Површина острва износи 0,275 км². Дужина обалне линије је 2,57 км.. Највиши врх на оствцу је висок 31 метар.